# 珍妮·拉米
珍妮·拉米（英語：Jenny Lamy，1949年2月28日—），澳大利亚女子田径运动员，主攻短跑。她曾代表澳大利亚参加1968年夏季奥林匹克运动会田径比赛，获得女子200米铜牌和女子4×100米接力第5名。